# Henning Bahs
Henning Bahs (* 12. März 1928 in Kopenhagen; † 29. März 2002 ebenda) war ein dänischer Drehbuchautor und Szenenbildner.

## Leben
Henning Bahs wurde 1928 in Kopenhagen geboren. Mit 20 Jahren arbeitete er in einer Werbeagentur, für die er Zeichentrickfilme herstellte. Er studierte anschließend an einer Kunsthochschule, brach dies jedoch ab. Seit 1952 arbeitete er für Nordisk Film in der Requisite, in den 1960ern begann er Drehbücher zu verfassen. Später war er als Szenenbildner an über 200 dänischen Spielfilmen beteiligt.
Mit Erik Balling zusammen erdachte er die Filmreihe Olsenbande und arbeitete daran insgesamt 30 Jahre als Drehbuchautor und Szenenbildner. Auch nachdem sein Partner Balling 1998 aus gesundheitlichen Gründen aufhören musste, verfasste er noch das Drehbuch zum letzten Film Der (wirklich) allerletzte Streich der Olsenbande. Für den Kinderfilm Olsenbande Junior (2001) war er in beratender Funktion tätig. Seine Drehbücher zur Olsenbande wurden auch bei den Neuverfilmungen in der norwegischen Olsenbande-Filmreihe und teilweise bei der schwedischen Jönssonligan verwendet. Neben der Olsenbande schrieb er außerdem die Drehbücher für die beiden Serien Oh, diese Mieter (1972–1976) und Anthonsen (1984).
1991 beteiligte er sich am Produktionsdesign von Lars von Triers Film Europa, der bei den Internationalen Filmfestspielen von Cannes mehrfach ausgezeichnet wurde.
Für seine Spezialeffekte erhielt er 1974 den dänischen Filmpreis Bodil. Außerdem gewann er 1986 (für den Kurzfilm Johannes’ hemmelighed), 1990 (für Valby – Das Geheimnis im Moor) und 1992 (für Europa) je einen Robert für das Szenenbild. 1998 wurde ihm ein Ehren-Robert verliehen.
Am 29. März 2002 verstarb Henning Bahs im Alter von 74 Jahren. Er wurde auf dem Bispebjerg Kirkegård, einem Friedhof im Kopenhagener Stadtteil Bispebjerg, beigesetzt.
Der Film Old Men in New Cars – In China essen sie Hunde 2 beginnt mit einer Widmung an den verstorbenen Henning Bahs. Seit 2012 gibt es ihm zu Ehren in Rahmen der jährlichen  Bodil-Verleihung einen Henning-Bahs-Preis, der
für herausragende Leistungen um das beste dänische Szenenbild oder Spezialeffekte vergeben wird.

## Filmografie (Auswahl)

### Drehbuchautor
- 1960: Verliebt in Kopenhagen (Forelsket i København)
- 1965: Kaliber 7,65 – Diebesgrüße aus Kopenhagen (Slå først, Frede!)
- 1967: Martha
- 1968–1998: Olsenbande (auch als Szenenbildner)
- 1970: Rend mig i revolutionen
- 1970–1977: Oh, diese Mieter (Fernsehserie, auch als Szenenbildner)
- 1971: Ballade på Christianshavn
- 1984: Privatdetektiv Anthonsen (Fernsehserie, auch als Szenenbildner)
- 1986: Mord im Dunklen (Mord i mørket)
- 1988: Mord im Paradies (Mord i Paradis)

### Szenenbildner und Spezialeffekte
- 1969: Geld zum zweiten Frühstück (Tænk på et tal)
- 1983: Otto ist ein Nashorn (Otto er et næsehorn)
- 1984: Kopenhagen – Mitten in der Nacht (Midt om natten)
- 1985: Johannes’ hemmelighed (Kurzfilm)
- 1986: Die Augen des Wolfes (Oviri)
- 1987: Babettes Fest (Babettes gæstebud)
- 1989: Valby – Das Geheimnis im Moor (Miraklet i Valby)
- 1991: Europa
- 1996: Bryggeren

## Auszeichnungen
- 1974: Bodil
- 1986, 1990 und 1992: Robert
- 1998: Ehren-Robert